# Jonathan Mann
Jonathan Mann (* 16. Juli 1960 in Montreal) ist ein kanadischer Journalist. Er ist vor allem bekannt als Korrespondent und Moderator im Dienst des amerikanischen Nachrichtensenders CNN International. Er gehörte dort als Moderator der Sendung Political Mann und Korrespondent für andere Sendungen zu den wichtigsten Begleitern des US-Präsidentschaftswahlkampfes.

## Leben und Arbeit
Als Kind besuchte Mann die Jewish People’s School in Montreal, in der er Hebräisch und Jiddisch lernte. Da er seine Jugend im französischsprachigen Teil Kanadas verbrachte, spricht er zudem fließend Französisch. Nach dem Schulabschluss begann Mann ein Philosophiestudium an der York University in Toronto, das er mit einem Bachelorabschluss abschloss.
Erste Bekanntheit erlangte er, als er 1984 als freischaffender Journalist aus Indien über die Folgen der Ermordung von Indira Gandhi berichtete. Schlagzeilen machte Mann, als er sich über ein Reiseverbot der indischen Regierung hinwegsetzte, das Ausländern das Betreten der Provinz Punjab untersagte, um von dort zu berichten. Aufgrund dieser Überschreitung wurde Mann schließlich von der indischen Polizei verhaftet und in Amritsar interniert. Nachdem zahlreiche internationale Medien über den Fall berichtet hatten und die kanadische Regierung zu seinen Gunsten bei der indischen Regierung intervenierte, wurde Mann nach einer Woche aus der Haft entlassen. In den folgenden Jahren arbeitete er als Reporter für Radioanstalten wie CBC Radio und NBC Radio sowie für die Zeitungen United Press International und Montreal Gazette.
In den 1980er Jahren wurde Mann der erste Paris-Korrespondent des US-Nachrichtensenders CNN. Aus der französischen Hauptstadt berichtete er nicht nur über politische Großereignisse wie Wahlen, sondern auch über Gesellschaftliches, über französische Küche und Kultur. Zu den bekanntesten Ereignissen, von denen Mann im Laufe seiner weiteren Korrespondentenkarriere in aller Welt berichtet, zählen unter anderem der Fall der Berliner Mauer, die Transformation des südafrikanischen Apartheidregimes zur demokratischen Republik, die Haftentlassung des südafrikanischen Politikers Nelson Mandela und der Aufstieg Wladimir Putins in Russland.
Seit Ende der 1990er Jahre ist Mann für CNN Moderator der alldezemberlichen Sendung The Prize for Peace, in der er in Oslo mit dem jeweiligen Gewinner des Friedensnobelpreises zusammentrifft und diesen live interviewt. Später wurde er ins CNN-Hauptquartier in Atlanta geholt, in dem er seit einigen Jahren durch wechselnde Sendeformate führt.
Während der Präsidentschaft Barack Obamas trat Mann jeden Freitag als Moderator der humoristisch gefärbten Politsendung Political Mann auf. In der halbstündigen Sendung, immer freitags auf CNN International, ging es um aktuelle politische Themen, jedoch sehr humoristisch präsentiert. Im August und September 2008 berichtete er zudem als Korrespondent von den Parteitagen der Demokraten und der Republikaner während des US-Präsidentschaftswahlkampfes.